# گل و مار (فیلم ۲۰۰۴)
این فیلم اقتباسی از رمان گل و مار نوشته اونیروکو دان است.
گل و مار (به انگلیسی: Flower and Snake) فیلمی در ژانر درام، تریلر و اروتیک به کارگردانی و فیلمنامه‌نویسی تاکاشی ایشی، بر اساس اقتباسی از رُمان گل و مار (به ژاپنی: 花と蛇) نوشته اونیروکو دان، محصول سال ۲۰۰۴ ژاپن می‌باشد. این فیلم در ۱۳ مارس ۲۰۰۴ توسط شرکت توئی انیمیشن منتشر گردید.
از بازیگرانی که در این فیلم به ایفای نقش پرداخته‌اند، می‌توان از آیا سوگیموتو، کِنیچی اندو، رِنجی ایشیباشی و یوشیوکی یاماگوچی نام برد. تاکاشی ایشی در ۱۴ مه سال ۲۰۰۵، دنباله سینمایی دیگری نیز به‌همین نام، برای آن منتشرکرد و دنباله آخر، یعنی گل و مار: صفر در سال ۲۰۱۴ ساخته‌شد.
ساخت مجموعه فیلم‌های سینمایی و پرطرفدار گل و مار، که در ردهٔ فیلم‌های صورتی دسته‌بندی می‌شوند؛ از سال ۱۹۶۵ تا ۲۰۱۴ ادامه پیدا کرده‌است. طرفداران رُمان اونیروکو دان در ژاپن به صورت یک فرقه مطرح هستند.

## داستان
«شیزوکو کیساراگا» همسر «تاکایوشی تویاما»، رئیس آژانس ساختمانی «یامازاکی» است. شیزوکو که رقصنده‌ای معروف و جهانی، جذاب، زیبا و قهرمان مسابقات ملّی رقص تانگو است؛ به‌خاطر مشکل جنسی‌اش، دچار کابوس‌های مازوخیسمی شبانه است. او ماری را می‌بیند که به بدن لخت او می‌پیچد؛ و وارد دهان او می‌شود؛ یا پیکر برهنه خود را در هنگام درمان با طب سوزنی، اما با درد زیاد می‌بیند.
تویاما با «میکیزو موریاتا» سرکرده یک گروه یاکوزایی، ملاقات می‌کند. در جلسه فیلمی برای او پخش می‌شود، که برای آقای «ای‌پی تاشیرو»، رئیس موریاتا ارسال شده‌است؛ و در آن «کازوئو کاوادا» کارمند ناراضی تویاما، با پاپوش درست کردن و خیانت به او، با دادن رشوه ۸۰ میلیون ینی، خواهان جلب حمایت وزیر دولت از پروژه ۱۰۰ میلیارد ینی ساختمان‌های تویاما شده‌است. انتشار این فیلم باعث نابودی پروژه‌های ساختمانی تویاما می‌شود. کاوادا که مقصر است، اخراج می‌شود. تویاما می‌خواهد با پرداخت پول، مانع افشاء فیلم شود؛ اما موریاتا برای جبران خسارت، شیزوکو را برای خدمت به رئیس تاشیرو، طلب می‌کند. تویاما همسرش را ملکه یخی و فاقد احساسات جنسی معرفی می‌کند؛ اما موریاتا همچنان اصرار بر معامله دارد.
شیزوکو که برای مراسم رقصی دعوت شده‌است، دزدیده می‌شود؛ اما توسط زنی به نام «کیوکو ناجیما» که مدیر برنامه جدید و محافظ شخصی‌اش، نجات پیدا می‌کند. تویاما با تحقیق کارمندانش درمی‌یابد، که تاشیرو ۹۵ ساله، ثروتمند و فاقد هر گونه توان حرکتی است و نفوذ زیادی بر روی سیاستمداران و تبهکاران دارد. تویاما با تصور اینکه تاشیرو فقط خواهان برهنه دیدن همسرش است، با درخواست موریاتا موافقت می‌کند.
شب‌هنگام در منزل و در ضیافت صرف شراب، تویاما از شیزوکو برای رفتن به مهمانی بالماسکه تاشیرو، دعوت می‌کند. آنها برای آخرین بار، عاشقانه می‌رقصند؛ و باهم به عشق بازی می‌پردازند؛ اما شیزوکو که تحمل درد نزدیکی به‌خاطر تنگی واژن‌اش را ندارد؛ رابطه را نیمه‌کاره قطع و عذرخواهی می‌کند. تویاما رابطه با فرد سوم را علاج مشکل می‌داند. شیزوکو که مرد دیگری را نمی‌خواهد؛ قول کمتر رقصیدن و تمرکز بر رابطه زناشویی را برای بهبود مریضی‌اش، می‌دهد. (دکتر مشکل شیزوکو را به‌خاطر زیاد رقصیدن می‌داند؛ اما در حقیقت مشکل او روانی است) او حتی پیشنهاد سکس از پشت را به او می‌دهد. تویاما که محبت همسرش را می‌بیند؛ تصمیم می‌گیرد که به مهمانی نروند. تویاما در تماس تلفنی موریاتا، متوجه شُنود از منزل می‌شود؛ از طرفی می‌فهمد که یاکوزاها باعث خودکشی و دار زده‌شدن وزیر فاسد شده‌اند. تویاما که تهدید را جدی می‌بیند، به مهمانی تاشیرو می‌رود. در نهایت، علی‌رقم التماس تویاما، شیزوکو به اسارت رئیس تاشیرو می‌رود.
شیزوکو را به یک کولوسئوم تاریک مافیایی با نمایش‌های سادومازوخیسمی (با صد عضو و هزینه عضویت هر نفر سالیانه ۵۰ میلیون ین و هر نمایش یک میلیون ین) که توسط تاشیرو اداره می‌شود، می‌برند؛ و با تهدید به کشته شدن راننده شیزوکو، او را مجبور به برهنه شدن می‌کنند. رانندهٔ او علی‌رقم همکاری با کاوادا خائن برای برهنه کردن شیزوکو، کشته می‌شود. در این بین محافظ شخصی شیزوکو یعنی کیوکو هم ربوده می‌شود. حین نمایش و در هنگام شکنجه و آزار جنسی کیوکو، برای بازکردن واژن شیزوکوی به صلیب کشیده شده، مقادیر زیادی مایع ادرارآور به او خورانده می‌شود؛ و از او می‌خواهند در حین تجاوز دو یاکوزا با دیلدو به او، ادرار کند. در بین نمایش و هنگام استراحت، کیوکو و شیزوکو با هم لز می‌کند؛ و کیوکو از او می‌خواهد تظاهر به لذّت بردن کند، تا بتوانند در فرصت مناسب فرار کنند. کیوکو موفق می‌شود که حتی چند محافظ را از بین ببرد؛ اما مردان تاشیرو او را زخمی کرده و نمایش‌های سادومازوخیسمی (بند کشیدن، برهنه و معلق کردن، آزار جنسی، ریختن موم شمع داغ، زدن تتو بر کل بدن و کتک زدن و تجاوز) در روزهای متمادی ادامه می‌یابد.
تویاما یکصد میلیون ین را برای نجات شیزوکو نقد کرده، در اختیار موریاتا می‌گذارد؛ موریاتا که شیزوکو را اکنون راضی از اسارت می‌داند، از تویاما می‌خواهد که خود به کولوسئوم بیاید و همسرش را راضی به برگشت کند. تویاما همسرش را در حالی که به او تجاوز می‌شود، می‌یابد. شیزوکو که تغییر کرده و از رابطه جنسی لذت می‌برد، از تویاما می‌خواهد که با او رابطهٔ جنسی برقرار کند؛ اما بعد از سکس هم به تویاما اجازه بردن شیزوکو را نمی‌دهند.
در نهایت رئیس تاشیرو به ملاقات شیزوکو به صلیب کشیده شده می‌رود و او را سر تا پا می‌بوسد. شیزوکو از او هم درخواست رابطه می‌کند. تاشیرو که معلول و ناتوان است، و خود نمی‌تواند با او سکس کند؛ شیزوکو را برای برقراری رابطه باز کرده و شیزوکو هم شروع به هم‌آغوشی با او می‌کند. تاشیرو در میانه سکس، سکته می‌کند؛ و موریاتا که برای نجات رئیس خود وارد شده‌است، با تفنگ خودش و به‌دست شیزوکو کشته می‌شود. در نهایت شیزوکو موفق به فرار از کولوسئوم جهنمی شده و با تویاما که به استقبال او آمده در پشت بام، باله می‌رقصند؛ ولی شیزوکو که تویاما را مقصر می‌داند، با شلیک گلوله او را هم از بین می‌برد.
شیزوکو در این هنگام از یکی دیگر از خواب‌های سادومازوخیسم خود بیدار شده، با شرکت در مراسم تانگو، شروع به رقصیدن می‌کند؛ او بهبود و آزادی جنسی‌اش را جشن می‌گیرد.